# كأس الكؤوس الإفريقية 1986
كأس الكؤوس الأفريقية 1986 هو الموسم 12 من كأس الكؤوس الأفريقية. أشرف على تنظيمه الاتحاد الأفريقي لكرة القدم، وكان عدد الأندية المشاركة فيه 38، وفاز فيه الأهلي.